# Die goldene Fliege
Die goldene Fliege ist der Titel eines deutschen Stummfilmdramas, das der dänische Regisseur Stellan Rye 1913 nach eigenem Manuskript für die Deutsche Bioscop GmbH Berlin realisierte. Die Titelrolle spielte die österreichische Tänzerin Grete Wiesenthal.

## Inhalt
Die goldene Fliege ist der Künstlername einer berühmten Tänzerin, die in glücklichster Ehe mit einem bedeutenden und angesehenen Architekten lebt. Als sie eines Tages mit dem Auto vor ihrer Villa vorfährt und eben die Gartenpforte öffnet, wird sie von einem übel aussehenden Burschen angefallen, in dem sie plötzlich ihren verkommenen Bruder erkennt, der in jähem Schrecken des Erkennens von ihr ablässt. Da sie ihrem Manne bis dahin die Existenz dieses Bruders und seines Schicksals verschwiegen hat, so fürchtet sie, ihr Eheglück zu gefährden, wenn sie dem Gatten reinen Wein einschenken würde, und da der Bruder sich an ihre Fersen heftet, und sie ihn nicht gänzlich zurückstoßen mag, so schöpft ihr Gatte bald Verdacht und wird von grenzenloser Eifersucht geplagt. Heimlich stellt er ihr nach und mehr und mehr glaubt er die Gewissheit zu haben, dass er hintergangen werde.
Der Bruder der Tänzerin aber wird wegen schwerer Verbrechen von der Polizei gesucht, und als eines Tages die Kaschemme, in der er zu verkehren pflegt, von der Polizei aufgehoben wird, entgeht er nur dadurch der Verhaftung, dass er in die Garderobe seiner Schwester flieht und sich, während diese auftritt, unter einer Chaiselongue verbirgt. Und als die Tänzerin zurückkehrt, weiß sie kein anderes Mittel, um ihn aus dem von der Polizei umstellten Gebäude zu bringen, als dass sie sich, angeblich zu einem Faschingsscherz, einen Frackanzug borgt und den Bruder, der vorher zerlumpt und verkommen einhergegangen war, in ihrem Auto mit nach Hause nimmt.
Ihr Gatte, der eifersüchtig den Ausgang bewacht hat, folgt den beiden und holt den Bruder aus dem Versteck heraus, in das seine Schwester ihn geführt hat. Es folgt nun die Aufklärung, in die der Architekt sich merkwürdig schnell findet, und während sie noch beraten, was zu tun ist, erscheint die Kriminalpolizei, um das Haus zu durchsuchen, da ein Über-Polizeileutnant die Fährte trotz der Benutzung des Autos gefunden hat. Der Verbrecher im Frack aber beteiligt sich an der Durchsuchung des Hauses und wird unbehelligt gelassen.
Der Schluss eröffnet die Perspektive, dass der Bruder und Schwager nach Amerika abgeschoben wird und dass das Ehepaar glücklich wie ehedem weiter sich angehören wird.
(Inhaltsbeschreibung aus dem Kinematograph Düsseldorf Nr. 435, April 1915, S. 128)

## Produktionsnotizen
Auf den Erfolg von Mauritz Stillers Den okända hin, der in Deutschland Das fremde Mädchen hieß, kündigte die Deutsche Bioskop 1913 eine Filmserie mit der Tänzerin Grete Wiesenthal an, zu der neben Kadra Sâfa und Erlkönigs Tochter als letzter auch Die goldene Fliege gehören sollte.
Der Film entstand im Bioscop-Atelier Neubabelsberg, Potsdam und wurde von Alfons Brümmer, Karl Hasselmann und dem Kinopionier Guido Seeber photographiert. Titelgebende Heldin des „Filmschauspiels“ ist eine Tänzerin, welche Die goldene Fliege genannt wird.
Der Film lag der Zensurbehörde im Januar 1914 vor. Die Polizei in Berlin verhängte über ihn unter der Zensur-Nr. 14.6 ein Jugendverbot. Damit kam er Anfang 1914 in die Lichtspielhäuser.

## Rezeption
Der Film wird erwähnt in der Lichtbildbühne Nr. 7, 1915 und im Kinematograph Düsseldorf Nr. 435, 1915.
Er ist registriert bei Birett, Verzeichnis in Deutschland gelaufener Filme (München) als No. 139, 1914.
Eine Aufführung ist nachweislich für die Zeit vom 31. Juli bis 3. August 1915 in Karlsruhe im Residenztheater, Waldstraße 30 (als Die goldene Fliege).
Der Rezensent im Kinematograph Nr. 435 fand „den Tatsachenstoff für 3 Akte von normaler Länge etwas knapp“, weshalb der „Darstellung der einzelnen Stimmungen ein recht umfangreicher Platz“ zufalle. Die Aufgabe, die Stimmungsmalerei körperlich auszudrücken, habe Regisseur Rye Grete Wiesenthal zugedacht, eine Wahl, mit der er, der Rezensent, sich höchst einverstanden erklärt. Aber mit Vorbehalt: denn „Tanz ist Rhythmus, und da der Film dem Rhythmus in der Darstellung keinen Platz läßt, so war Grete Wiesenthals Darstellung ihres köstlichsten Wertes entkleidet. Was übrig war, weckte zumeist die Erinnerung an getanzte Stimmungen und die Sehnsucht nach dem Rhythmus, der für sie nicht Form sondern Inhalt ist.“
Präzisierend fährt er fort:
„Möchte man sie als ‚goldene Fliege‘ auch völlig ablehnen, so bleibt doch die Erinnerung an ‚Kadra Safa‘ bestehen, die die Künstlerin in märchenhaft verklärtem orientalischen Milieu zeigte, ihr mehr Gelegenheit zum Tanzen gab und einen sehr günstigen Eindruck von Grete Wiesenthal als Filmkünstlerin hinterließ.“
Lobend erwähnt er den Schauspieler Hugo Flink, der die Rolle des verkommenen Bruders bekam. Mit dieser Wahl habe Regisseur Rye „bewiesen, daß er das reiche Können dieses Künstlers erkannt hatte, dem man bis dahin beim Kino nur die Rolle des schönen und eleganten jungen Mannes – allerdings mit großem Erfolge – anvertraut hatte. In der ‚goldenen Fliege‘ beweist er eine Gestaltungs- und Charakterisierungskraft, die ihn auch zu erheblich höheren Aufgaben berufen erscheinen läßt“.
Nachrichten aus der Literatur sind widersprüchlich. Laut Fleischer blieb der Film unvollendet, laut Berger zweifelt „die Fachwelt“ sogar, ob er „tatsächlich verwirklicht worden ist“. Augenblicklich gilt er als verloren.
Die bei der Friedrich-Wilhelm-Murnau-Stiftung angegebene Spieldauer von nur 43 Minuten ist bei Tonfilmgeschwindigkeit gemessen; bei einer Bildfrequenz von 16 Hz, wie sie zur Entstehungszeit des Films gebräuchlich war, liefe er rund 64 Minuten, also etwas über eine Stunde.